# Chính phủ Võ Văn Kiệt
Chính phủ Võ Văn Kiệt, hay còn được gọi là Chính phủ Quốc hội khóa IX là chính phủ thứ 33 của Việt Nam, và được Quốc hội khóa IX phê chuẩn thông qua.
Người đứng đầu chính phủ là Thủ tướng Võ Văn Kiệt. Ông cũng như những thành viên Chính phủ khác đã được Quốc hội bầu ra tại kỳ họp thứ 1, Quốc hội khóa IX.
Trong giai đoạn này, Việt Nam thay đổi hoàn toàn chính sách, sử dụng những chính sách phù hợp và có lợi cho kinh tế, đối ngoại, an ninh, chính trị...
Bình thường hóa quan hệ với Hoa Kỳ, Trung Quốc và việc gia nhập ASEAN có thể được coi là 2 thành công nổi bật của Chính phủ trong giai đoạn này.

## Thành lập
Kỳ họp thứ nhất Quốc hội khóa IX họp từ ngày 19/9 đến 8/10/1992 tại Hà Nội. Tại kỳ họp Quốc hội đã bầu các chức danh lãnh đạo và thành viên của Chính phủ.
Đây là Chính phủ tuân theo Hiến pháp mới đầu tiên,hiến pháp 1992.

## Thành viên
Các chức danh Chủ nhiệm các cơ quan của Chính phủ tương đương với chức danh Bộ trưởng,khác so với Hội đồng Bộ trưởng
| Chức vụ                   | Trực thuộc                                                        | Tên                  | Ghi chú                                                                                  |
| ------------------------- | ----------------------------------------------------------------- | -------------------- | ---------------------------------------------------------------------------------------- |
| Thủ tướng                 | Chính phủ                                                         | Võ Văn Kiệt          |                                                                                          |
| Phó Thủ tướng Thường trực | Chính phủ                                                         | Phan Văn Khải        |                                                                                          |
| Phó Thủ tướng             | Chính phủ                                                         | Trần Đức Lương       |                                                                                          |
| Phó Thủ tướng             | Chính phủ                                                         | Nguyễn Khánh         |                                                                                          |
| Bộ trưởng                 | Bộ Quốc phòng                                                     | Đoàn Khuê            |                                                                                          |
| Bộ trưởng                 | Bộ Nội vụ                                                         | Bùi Thiện Ngộ        | đến 11/1996                                                                              |
| Bộ trưởng                 | Bộ Nội vụ                                                         | Lê Minh Hương        | từ 11/1996                                                                               |
| Bộ trưởng                 | Bộ Ngoại giao                                                     | Nguyễn Mạnh Cầm      |                                                                                          |
| Bộ trưởng                 | Bộ Tư pháp                                                        | Nguyễn Đình Lộc      |                                                                                          |
| Bộ trưởng                 | Bộ Tài chính                                                      | Hồ Tế                | đến 11/1996                                                                              |
| Bộ trưởng                 | Bộ Tài chính                                                      | Nguyễn Sinh Hùng     | từ 11/1996                                                                               |
| Bộ trưởng                 | Bộ Thương mại                                                     | Lê Văn Triết         |                                                                                          |
| Bộ trưởng                 | Bộ Khoa học, Công nghệ và Môi trường                              | Đặng Hữu             | đến 11/1996                                                                              |
| Bộ trưởng                 | Bộ Khoa học, Công nghệ và Môi trường                              | Phạm Gia Khiêm       | từ 11/1996                                                                               |
| Bộ trưởng                 | Bộ Lao động - Thương binh và Xã hội                               | Trần Đình Hoan       |                                                                                          |
| Bộ trưởng                 | Bộ Giao thông vận tải                                             | Bùi Danh Lưu         | đến 11/1996                                                                              |
| Bộ trưởng                 | Bộ Giao thông vận tải                                             | Lê Ngọc Hoàn         | Quyền Bộ trưởng từ 11/1996                                                               |
| Bộ trưởng                 | Bộ Xây dựng                                                       | Ngô Xuân Lộc         |                                                                                          |
| Bộ trưởng                 | Bộ Công nghiệp nhẹ                                                | Đặng Vũ Chư          | đến 10/1995 khi thành lập Bộ Công nghiệp                                                 |
| Bộ trưởng                 | Bộ Công nghiệp nặng                                               | Trần Lum             | đến 10/1995 khi thành lập Bộ Công nghiệp                                                 |
| Bộ trưởng                 | Bộ Năng lượng                                                     | Vũ Ngọc Hải          | đến 9/1992                                                                               |
| Bộ trưởng                 | Bộ Năng lượng                                                     | Thái Phụng Nê        | từ 10/1993 đến 10/1995 khi thành lập Bộ Công nghiệp                                      |
| Bộ trưởng                 | Bộ Công nghiệp                                                    | Đặng Vũ Chư          | từ 10/1995 khi sáp nhập các Bộ thành Bộ Công nghiệp                                      |
| Bộ trưởng                 | Bộ Nông nghiệp và Công nghiệp thực phẩm                           | Nguyễn Công Tạn      | đến 10/1995 khi thành lập Bộ Nông nghiệp và Phát triển nông thôn                         |
| Bộ trưởng                 | Bộ Lâm nghiệp                                                     | Nguyễn Quang Hà      | đến 10/1995 khi sáp nhập Bộ                                                              |
| Bộ trưởng                 | Bộ Thủy lợi                                                       | Nguyễn Cảnh Dinh     | đến 10/1995 khi sáp nhập Bộ                                                              |
| Bộ trưởng                 | Bộ Nông nghiệp và Phát triển nông thôn                            | Nguyễn Công Tạn      | từ 10/1995 khi sáp nhập 3 Bộ: Nông nghiệp và Công nghiệp thực phẩm, Lâm nghiệp, Thủy lợi |
| Bộ trưởng                 | Chủ nhiệm Ủy ban sông Mê Công của Việt Nam                        | Nguyễn Cảnh Dinh     | thành lập 10/1995                                                                        |
| Bộ trưởng                 | Bộ Thủy sản                                                       | Nguyễn Tấn Trịnh     | đến 11/1996                                                                              |
| Bộ trưởng                 | Bộ Thủy sản                                                       | Tạ Quang Ngọc        | từ 11/1996                                                                               |
| Bộ trưởng                 | Bộ Văn hoá - Thông tin                                            | Trần Hoàn            | đến 11/1996                                                                              |
| Bộ trưởng                 | Bộ Văn hoá - Thông tin                                            | Nguyễn Khoa Điềm     | từ 11/1996                                                                               |
| Bộ trưởng                 | Bộ Giáo dục và Đào tạo                                            | Trần Hồng Quân       |                                                                                          |
| Bộ trưởng                 | Bộ Y tế                                                           | Phạm Song            | đến 9/1992                                                                               |
| Bộ trưởng                 | Bộ Y tế                                                           | Nguyễn Trọng Nhân    | từ 9/1992 đến 10/1995                                                                    |
| Bộ trưởng                 | Bộ Y tế                                                           | Đỗ Nguyên Phương     | từ 10/1995                                                                               |
| Bộ trưởng                 | Chủ nhiệm Ủy ban Kế hoạch Nhà nước                                | Đỗ Quốc Sam          | đến 10/1995                                                                              |
| Bộ trưởng                 | Bộ Kế hoạch và Đầu tư                                             | Đỗ Quốc Sam          | đổi tên Ủy ban Kế hoạch Nhà nước từ 10/1995                                              |
| Bộ trưởng                 | Bộ Kế hoạch và Đầu tư                                             | Trần Xuân Giá        | từ 11/1996                                                                               |
| Bộ trưởng                 | Chủ tịch Hội đồng thẩm định Nhà nước về dự án đầu tư              | Đậu Ngọc Xuân        | từ 10/1995 đến 10/1996                                                                   |
| Bộ trưởng                 | Chủ nhiệm Ủy ban Dân tộc và Miền núi                              | Hoàng Đức Nghi       |                                                                                          |
| Bộ trưởng                 | Trưởng ban Tổ chức Cán bộ Chính phủ                               | Phan Ngọc Tường      | đến 11/1996                                                                              |
| Bộ trưởng                 | Trưởng ban Tổ chức Cán bộ Chính phủ                               | Đỗ Quang Trung       | từ 11/1996                                                                               |
| Bộ trưởng                 | Chủ nhiệm Văn phòng Chính phủ                                     | Lê Xuân Trinh        | đến 11/1996                                                                              |
| Bộ trưởng                 | Chủ nhiệm Văn phòng Chính phủ                                     | Lại Văn Cử           | từ 11/1996                                                                               |
| Bộ trưởng                 | Chủ nhiệm Ủy ban quốc gia Dân số và Kế hoạch hóa gia đình         | Mai Kỷ               |                                                                                          |
| Bộ trưởng                 | Chủ nhiệm Ủy ban Bảo vệ và chăm sóc trẻ em                        | Trần Thị Thanh Thanh |                                                                                          |
| Bộ trưởng                 | Phụ trách Một số công tác của Chính phủ                           | Phan Văn Tiệm        | đến 11/1996                                                                              |
| Bộ trưởng                 | Phụ trách Công tác Thanh niên và Thể dục - Thể thao của Chính phủ | Hà Quang Dự          |                                                                                          |
| Bộ trưởng                 | Thường trực Ban chỉ đạo công tác chống tham nhũng, chống buôn lậu | Nguyễn Kỳ Cẩm        | từ 11/1995 đến 11/1996                                                                   |
| Tổng Thanh tra            | Thanh tra Nhà nước                                                | Nguyễn Kỳ Cẩm        | đến 10/1995                                                                              |
| Tổng Thanh tra            | Thanh tra Nhà nước                                                | Tạ Hữu Thanh         | từ 10/1995                                                                               |
| Thống đốc                 | Ngân hàng Nhà nước                                                | Cao Sĩ Kiêm          |                                                                                          |
| Chủ tịch                  | Hội đồng Thẩm định Nhà nước về các dự án đầu tư                   | Đỗ Quốc Sam          | từ 11/1996 đổi tên từ Hội đồng thẩm định Nhà nước về dự án đầu tư                        |